# Пам'ятки архітектури Полонського району
У Полонському районі Хмельницької області згідно з даними управління культури, туризму і курортів Хмельницької облдержадміністрації перебуває 2 пам'ятки архітектури національного значення і ще з 2 десятки — місцевого значення.
| № пп | Місцезнаходження | Найменування                          | Рік спорудження | Фото |
| ---- | ---------------- | ------------------------------------- | --------------- | ---- |
| 1697 | м. Полонне       | Костел                                | 1607 р.         |      |
| 1698 | м. Полонне       | Земляна фортеця з мурованим бастіоном | XVII ст.        |      |
|      |                  |                                       |                 |      |